# Empis cinerea
Empis cinerea är en tvåvingeart som beskrevs av Müller 1776. Empis cinerea ingår i släktet Empis och familjen dansflugor.
Artens utbredningsområde är Norge. Inga underarter finns listade i Catalogue of Life.